# Draget (fjärd)
Draget är en fjärd i Sundsvalls kommun.

## Geografi
Draget är beläget i Sundsvalls skärgård med Svartviksfjärden i söder, Sundsvallsfjärden i väster, Alnösundet i norr och Sundsvallsbukten i öster. Enligt definition som används av VISS sträcker sig Draget öster i en båge nästan ut till Draghällan. Nordgränsen går där Tunadalshamnen börjar. I väster gränsar ön Tjuvholmen och längs områdets nordöstra sida ligger södra delen av Alnön med tätorten Ankarsvik.

## Sjöfart
Draget trafikeras av fartyg på väg in och ut från Sundsvalls hamnar.